# Tadeusz Płoski
Tadeusz Płoski (Lidzbark Warmiński, 9 marzo 1956 – Smolensk, 10 aprile 2010) è stato un vescovo cattolico polacco.

## Biografia
Monsignor Tadeusz Płoski nacque a Lidzbark Warmiński il 9 marzo 1956.

### Formazione e ministero sacerdotale
Nel 1976, superati gli esami di maturità, venne ammesso al seminario diocesano di Varmia.
Il 6 giugno 1982 fu ordinato presbitero per la diocesi di Varmia da monsignor Jan Wladyslaw Obląk. Dal 1982 al 1983 fu vicario parrocchiale della parrocchia di San Giuseppe a Morąg. Dal 1983 al 1986 frequentò l'Università Cattolica di Lublino, ottenendo la licenza in diritto canonico.
Rientrato in diocesi fu notaio del tribunale metropolitano di Olsztyn, redattore del bollettino Notizie Diocesane di Warmia, incaricato della pastorale universitaria nella Scuola superiore di pedagogia e nell'Università agraria e tecnica di Olsztyn.

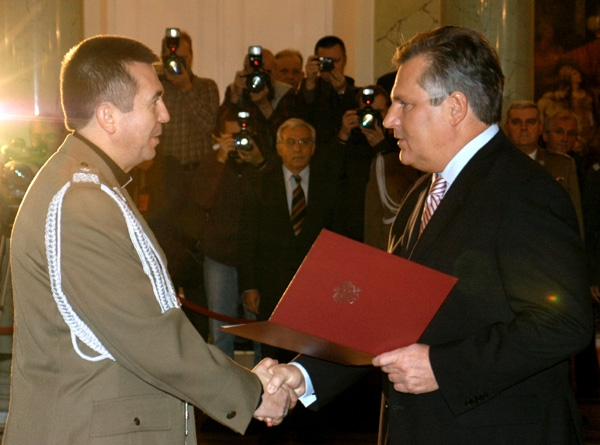
Monsignor Tadeusz Płoski in uniforme militare riceve la nomina a generale di brigata dal Presidente della Repubblica di Polonia Aleksander Kwaśniewski nel 2004.

Nel 1992 entrò in servizio presso l'ordinariato militare in Polonia. All'inizio ricoprì la carica di notaio. Nel 1993 conseguì il dottorato presso la facoltà di diritto canonico dell'Accademia di teologia cattolica a Varsavia con un elaborato intitolato La corte vescovile della diocesi di Varmia nel 1957-1971. Studio legale e storico. Nel 1994 portò a termine, primo tra i cappellani, lo "Studio post laurea operativo-strategico" presso l'Accademia di difesa nazionale. Nel 1994 gli fu affidato il compito di capo del Dipartimento pastorale della Curia castrense di Varsavia. In seguito fu direttore del periodico dell'ordinariato militare Il Nostro Servizio e decano per le "Unità Militari Vistola" del Ministero dell'interno dal 1995 e dell'Ufficio per la protezione del governo, i servizi segreti polacchi, dal 2001.
Fu anche cancelliere della curia dell'ordinariato dal 2001, responsabile per i seminaristi dell'ordinariato in formazione presso il seminario arcidiocesano di Varsavia, giudice del tribunale dell'arcidiocesi di Varmia e professore aggiunto di diritto ecclesiastico alla Facoltà di diritto e amministrazione dell'Università di Warmia-Mazury a Olsztyn. Nel 1999 venne nominato prelato d'onore di Sua Santità.
Operò anche come corrispondente di Radio Vaticana e dell'Agenzia di informazione cattolica.

### Ministero episcopale

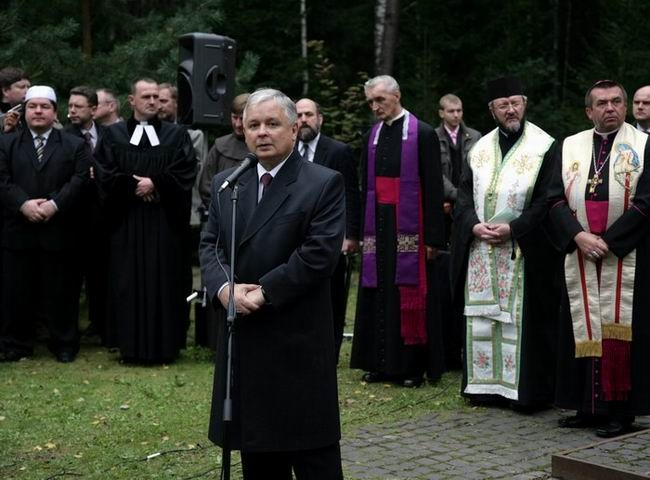
Monsignor Tadeusz Płoski (primo da destra) durante una visita a Katyn' il 17 settembre 2007. In primo piano il presidente polacco Lech Kaczyński, a destra Roman Indrzejczyk, rettore della cappella presidenziale, e Miron (Chodakowski), ordinario militare ortodosso.

Il 16 ottobre 2004 papa Giovanni Paolo II lo nominò ordinario militare per la Polonia. Ricevette l'ordinazione episcopale il 30 ottobre seguente nella cattedrale di Campo dell'Esercito Polacco a Varsavia dall'arcivescovo Józef Kowalczyk, nunzio apostolico in Polonia, coconsacranti l'arcivescovo-vescovo di Varsavia-Praga Sławoj Leszek Głódź e l'arcivescovo metropolita di Varmia Edmund Michal Piszcz.
L'11 dicembre 2007 superò il colloquio di abilitazione e ottenne il diploma post-dottorato in scienze giuridiche davanti al consiglio della facoltà di giurisprudenza e amministrazione dell'Università Niccolò Copernico di Toruń con un elaborato intitolato "Cappellania nell'esercito polacco. Gli studi legali, compresi i diritti umani e il diritto umanitario".
In seno alla Conferenza episcopale polacca fu membro della commissione giuridica e delegato per la pastorale militare, dei veterani e della polizia. Nel 2005 il Primo ministro Marek Belka lo nominò membro del Consiglio per la protezione dei siti di lotta e di martirio.
Il 31 maggio 2009 comunicò l'indizione del primo sinodo diocesano nella storia dell'ordinariato militare in Polonia, dal titolo «Beati gli operatori di pace, perché saranno chiamati figli di Dio».
Morì a Smolensk il 10 aprile 2010 nell'incidente dell'aereo presidenziale polacco. Era diretto alla celebrazione del 70º anniversario del massacro di Katyn'. Il 19 aprile 2010 fu sepolto nella cattedrale di Campo dell'Esercito Polacco a Varsavia.

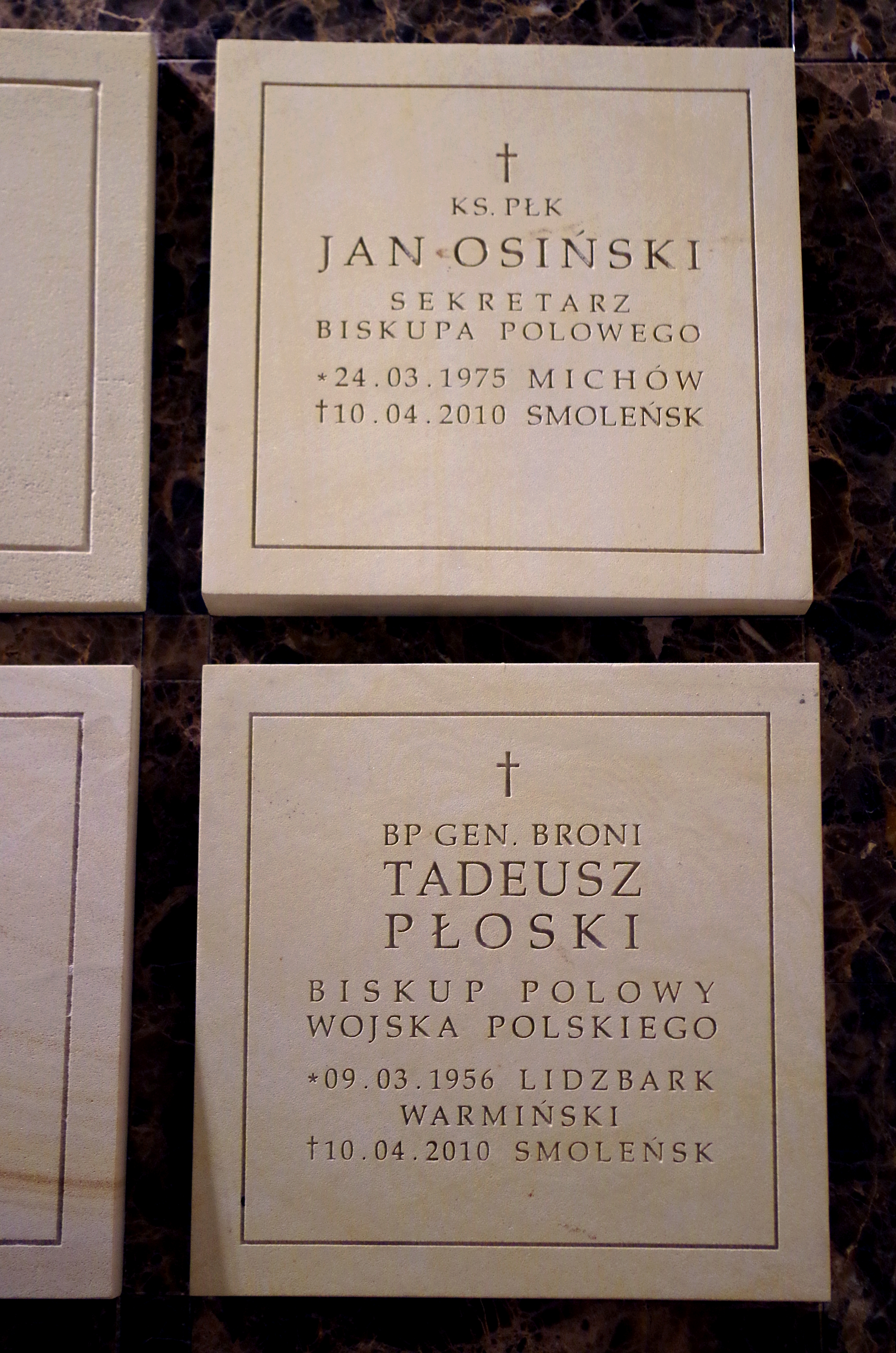
Tombe di monsignor Tadeusz Płoski e di padre Jan Osiński, vice-cancelliere della curia castrense, segretario del vescovo, capo della cappellania della polizia ferroviaria e cappellano del comando generale della polizia ferroviaria a Varsavia, nella cattedrale di Campo dell'Esercito Polacco a Varsavia.

Nel 2010 l'Università Cardinale Stefan Wyszyński di Varsavia gli ha conferito un dottorato honoris causa.
Nel 2017, quando lo Stato polacco ha riaperto le indagini sull'incidente e riesumato i corpi delle vittime, è stato rivelato che grazie ai test del DNA si era scoperto che la bara dell'arcivescovo Miron Chodakowski, l'ordinario militare ortodosso perito anche'egli nel disastro aereo, conteneva il suo corpo dalla vita in su e il corpo di monsignor Ploski dalla vita in giù. In effetti nella bara di Ploski venne ritrovato solo metà del corpo. Prima della tumulazione, i resti sono stati ricomposti.

## Opere
- Dobrze, że jesteś Ojczyzno, Warszawa – Tarnów, Wydawnictwo Diecezji Tarnowskiej „Biblos”, 2010. ISBN 978-83-7332-905-8
- Pamiętaj o nich, Polsko: pomordowanym i poległym na Wschodzie, Warszawa – Tarnów, Wydawnictwo Diecezji Tarnowskiej „Biblos”, 2009. ISBN 978-83-7332-788-7
- Moc w słabości się doskonali: nauczanie pasterskie Biskupa polowego Wojska Polskiego 1 IX 2008 – 3 V 2009, Warszawa – Tarnów, Wydawnictwo Diecezji Tarnowskiej „Biblos”, 2009. ISBN 978-83-7332-749-8
- Miłość żąda ofiary: nauczanie pasterskie Biskupa Polowego Wojska Polskiego, 1 I – 31 VIII 2008, Warszawa – Tarnów, Wydawnictwo Diecezji Tarnowskiej „Biblos”, 2008. ISBN 978-83-7332-662-0
- Duszpasterstwo w Wojsku Polskim: studium prawne z uwzględnieniem praw człowieka i prawa humanitarnego, Olsztyn, Wydawnictwo Uniwersytetu Warmińsko-Mazurskiego, 2006. ISBN 83-7299-465-X
- Z kościelnej praktyki sądowej Trybunału Warmińskiego, Olsztyn, Warmińskie Wydawnictwo Diecezjalne, 1995. ISBN 83-86503-23-8
- Specyfika pracy duszpasterskiej kapelanów wojskowych w II wojnie światowej, Warszawa, Akademia Obrony Narodowej 1994
- Rzeczpospolita Polska i Stolica Apostolska wobec zagadnienia bezpieczeństwa (zarys studium), Warszawa, Akademia Obrony Narodowej 1994

## Genealogia episcopale
La genealogia episcopale è:
- Cardinale Scipione Rebiba
- Cardinale Giulio Antonio Santori
- Cardinale Girolamo Bernerio, O.P.
- Arcivescovo Galeazzo Sanvitale
- Cardinale Ludovico Ludovisi
- Cardinale Luigi Caetani
- Cardinale Ulderico Carpegna
- Cardinale Paluzzo Paluzzi Altieri degli Albertoni
- Papa Benedetto XIII
- Papa Benedetto XIV
- Papa Clemente XIII
- Cardinale Enrico Benedetto Stuart
- Papa Leone XII
- Cardinale Chiarissimo Falconieri Mellini
- Cardinale Camillo Di Pietro
- Cardinale Mieczysław Halka Ledóchowski
- Cardinale Jan Maurycy Paweł Puzyna de Kosielsko
- Arcivescovo Józef Bilczewski
- Arcivescovo Bolesław Twardowski
- Arcivescovo Eugeniusz Baziak
- Papa Giovanni Paolo II
- Arcivescovo Józef Kowalczyk
- Vescovo Tadeusz Płoski